# 網路功能虛擬化
網路功能虛擬化（英語：Network Functions Virtualization，縮為 NFV），一種對於網路架構（network architecture）的概念，利用虛擬化技術，將網路節點階層的功能，分割成幾個功能區塊，分別以軟體方式實作，不再拘限於硬體架構。

## 架構
主要分成三種元件：
1. 虛擬網路功能（VNF，Virtualized Network Function）
2. 網路功能虛擬化基礎設施（NFVI，Network Functions Virtualization Infrastructure）
3. 網路功能虛擬化管理與協調（NFV-MANO，Network Functions Virtualization Management and Orchestration）

## 歷史
2012年10月，基於軟體定義網路及OpenFlow的發展，開始形成產業聯盟，提出網路功能虛擬化的白皮書，定義了這個名詞及發展方向。
2014年10月1日，Linux基金會，宣布成立NFV開放平臺專案（OPNFV）。